# Cratere Poncelet
Poncelet è un cratere lunare di 67,57 km situato nella parte nord-occidentale della faccia visibile della Luna.